# Dawson Turner
Pour les articles homonymes, voir Turner.
Cet article concerne le banquier et botaniste. Pour le joueur de rugby, voir Dawson Turner (rugby).
Dawson Turner est un banquier et antiquaire britannique, né le 18 octobre 1775 et mort le 21 juin 1858.

## Biographie
Dawson Turner naît à Great Yarmouth en 1775. Son père, James Turner, est banquier et sa mère, Elizabeth née Cotman, est la fille de l'ancien maire de Yarmouth, John Cotman. Il est formé par le botaniste Robert Forby (1759-1825). En 1796, il se marie avec Mary Palgrave, union dont naîtront onze enfants. Sa fille aînée, Maria Dawson Turner, se marie avec le biologiste Sir William Jackson Hooker (1785-1865), une autre de ses filles, Elizabeth Turner, se marie avec l’historien Francis Palgrave (1788-1861). Son fils, Dawson William Turner (1815-1885), est historien. Dawson Turner était ami de Franz Carl Mertens avec lequel il correspond.
Il meurt à l'hôpital de Charing Cross à Londres le 29 janvier 1885 et est inhumé au cimetière de Brompton.

## Œuvres
- A Synopsis of the British Fuci (deux volumes, J. White; T. Longman & O. Rees, Londres, 1802).
- Muscologiæ Hibernicæ spicilegium (1804), les illustrations sont de William Jackson Hooker.
- Avec Lewis Weston Dillwyn (1778-1855), The Botanist's Guide through England and Wales (deux volumes, Londres, 1805).
- Fuci; sive plantarum fucorum generi a botanicis ascriptarum icones, descriptiones et historia. Fuci; or, colored figures and descriptions of the plants referred by botanists to the genus Fucus (quatre volumes, Londres, 1808-1819).
- Account of a tour in Normandy (deux volumes, 1820).
- Avec William Borrer (1781-1862), Specimen of a Lichenographia Britannica; or, attempt at a history of the British Lichens (Yarmouth, 1839).
- Sketch of the history of Caister Castle, near Yarmouth, including biographical notices of Sir J. Fastolfe, and of different individuals of the Paston Family, etc. (Londres, 1842).
- Descriptive index of the contents of five manuscript volumes illustrative of the history of Great Britain in the library of D. Turner (Yarmouth, 1843).